# Preetzer TSV
Der Preetzer TSV ist ein Sportverein aus Preetz. Die erste Fußballmannschaft spielt in der Landesliga Schleswig-Holstein. Der Verein bietet über 27 Sportarten an, unter anderem: Fußball, Handball, Kanusport, Leichtathletik, Tischtennis, Tanzsport, Badminton, Schach, Volleyball und Schwimmen.

## Schach
Die Schachabteilung spielte in der Saison 2004/05 in der höchsten deutschen Spielklasse, der 1. Bundesliga, stieg aber als Vorletzter direkt wieder ab. Am Spitzenbrett war der ungarische Großmeister Ferenc Berkes gemeldet, der beim Aufstieg mitgeholfen hatte, er kam aber in der 1. Liga zu keinem Einsatz. Weitere bekannte Spieler, die für den Preetzer TSV spielen oder spielten, sind die Großmeister István Csom, Davor Palo, Allan Stig Rasmussen und Oleksandr Schnejder sowie die Internationalen Meister Klaus Berg, Lars Borbjerggaard, Michael Kopylov, Jens Ove Fries Nielsen, Christian Kyndel Pedersen, Nicolai Vesterbæk Pedersen, Steffen Pedersen, Karsten Rasmussen, Michail Saizew, Christoph Scheerer und Rasmus Skytte. Im Mai 2025 wurde die Schachabteilung aufgelöst.

## Handball
Die Frauenabteilung des TSV-P spielte von 2020 bis 2024 in der Oberliga (4. Liga) und 2024/25 in der Regionalliga Nord.